# USS LST-593
O USS LST-593 foi um navio de guerra norte-americano da classe LST que operou durante a Segunda Guerra Mundial.